# MBC TV
MBC TV er en sydkoreansk jordbaseret tv-kanal, der ejes af Munhwa Broadcasting Corporation. Det blev lanceret den 8. august 1969.